# Border Collie
Border Collien er en af de mest intelligente hunderacer. Den er en mester inden for agility, og den er utrolig lærenem. Den kræver meget motion, så køberen skal være sikker på at ville bruge meget tid på at motionere og aktivere den.
Den er en hyrdehund, der stammer fra grænselandet (The Borders) mellem England og Skotland. Det er en mellemstor hund. Som en energisk arbejdshund kan den udvikle uvaner eller neurotisk adfærd, hvis den ikke får meget motion og bliver stimuleret dagligt. En Border Collie, der keder sig, kan udvikle talrige uvaner som at jage biler. Som hyrdehund, familiehund og agilityhund er den overordentlig populær, navnlig i Storbritannien, Irland og Australien. Den er meget loyal overfor sin flok, dvs. sin familie.

## Udseende
Da hunden er en arbejdshund, der er avlet på egenskaber frem for udseende, derfor falder de temmelig forskellige ud. Der er kort- og langhårede Border Collier. Pelsen er altid dobbeltlaget, så der er tale om en hund, der fælder. Border Collien findes stort set i alle nuancer. De inddeles i fem hovedtyper:
1. Sort med hvide aftegninger
2. Blue merle
3. Tricolor
4. Blå hvid
5. Zobel.

Inden for disse hovedtyper findes der moderat langhårede og korthårede hunde. Oprindelig var Border Collien korthåret, men på grund af avl er de moderat langhårede i klart overtal i dag i Danmark. Den sort-hvide udgave ses oftest på udstillinger, men der er også brun-hvide nuancer samt ”blue merle”, dvs. en grundfarve af fx hvid med skjolder af andre farver. En blue Merle Border Collie kan have forskellige øjenfarver. Et brunt og et er blåligt. Border Collier søger aktivt øjenkontakt med mennesker, hvad der ellers er sjældent hos hunde. Der er mange fotos og videoer af denne hunderace på internettet.

## Temperament
Border Collier vil gerne arbejde, de er ekstremt energiske og kræver megen opmærksomhed. De er lette at træne og trives bedst i et hjem, hvor de har opgaver, og hvor de får meget motion. Som alle hyrdehunde vil den forsøge at styre sin flok. Derfor ses Border Collien ofte forsøge at dirigere katte, egern, biler, cykler ja, alt der bevæger sig. Det er deres hyrdeinstinkt, som får afløb på den måde. En del Border Collie-ejere træner dens hyrdefærdigheder, for at stimulere hyrdeinstinktet på en naturlig måde. I Storbritannien er der en sigende talemåde: ”No Sheep – No Collie” Der er tale om, at hunden slet og ret skal have krævende arbejdsopgaver; den har svært ved at slappe af. I varmt vejr kan den faktisk overanstrenge sig når den leger eller arbejder!
Border Collier kræver motion og intellektuel udfordring hver dag, ellers kan den let blive nervøs og mistrives. Den kan også blive lettere destruktiv og bide i møbler hvis den ikke får alt sin energi ud. Mange Border Collier omplaceres eller aflives, fordi deres ejere ikke har tid nok til dem. Det er en krævende hund tidsmæssigt. Der er en del hundesportsgrene, hvor Border Collien er suveræn. Agility, hyrdekonkurrencer, ”hunde-frisbee”, sågar slædehund.
Denne hund forstår mundtlige ordrer bedre end andre hunde, og den lærer overordentligt hurtigt. Det sker, at den forsøger at udføre en ordre, før den er sagt færdig. Som hyrdehund kan den arbejde alene og har en forbløffende evne til at ”tænke selv” Den bliver aldrig en god skødehund, det er en arbejdshund, og er fremavlet som netop tænkende og arbejdsom. Hvis ikke dens naturlige intelligens stimuleres, kan Border Collien få uvaner såsom at grave i haven, gø ad alting, ”hyrde” børn og forbipasserende. 

Hundes intelligens kan diskuteres, men spørgeskemaundersøgelser hos erfarne hundetrænere, har placeret denne hund som den mest begavede og lærevillige.

## Helbred.
Der kan forekomme ledproblemer navnlig i hofte og forben. De brogede (Merle) hunde kan have problemer med syn og hørelse og bør ikke indavles. De har ikke flere sygdomme end andre hunde.

## Historie
Denne hunderace kan spores tilbage til ”Old Hemp” som er en trefarvet hund, der levede fra 1893 til 1901; dens arbejdsstil som hyrdehund gjorde den populær.
Aktiviteter
Som hyrdehund anvendes de på kvæg, får, fjerkræ og sågar strudse. De anvender øjenkontakt med de dyr de vogter, og anvendes ofte til at skræmme uønskede dyr væk fra golfbaner, lufthavne osv. De har gode evner til at finde ting og personer pga. intelligens og god lugtesans. De anvendes til at finde narkotika, bomber og som hjælp for handicappede og i lavinesituationer. Border Collien har så suveræne evner til at springe højt, at de nu og da har deres egen klasse i hundesporten ”Agility.” Som eksempel på Border Colliens intelligens har dyrepsykologen Juliane Kaminski lært en Border Collie at forstå ikke mindre end 200 simple ord.